# ドクター小石の事件カルテ
『ドクター小石の事件カルテ』（ドクターこいしのじけんカルテ）は、2004年から2009年までフジテレビ系で放送されたテレビドラマシリーズ。全6回。主演は橋爪功。
放送枠は「金曜エンタテイメント」（第1作・第2作）、「金曜プレステージ」（第3作 - 第6作）。
毎回、主人公である医師小石三郎が温泉の診療所に派遣され、遭遇した事件を解決するというストーリーになっている。

## キャスト

### 主人公と看護師
小石三郎
演 - 橋爪功
翔栄医科大学付属病院の内科医。勤務地は、町立赤石温泉診療所（第1作） → 柳津町診療所西山出張所（第2作） → 八湯村診療所（第3作） → 中之条町立 四万へき地診療所（第4作） → 日光市立 湯西川診療所（第5作） → 身延町立下部診療所（第6作）
新山さゆり
演 - 西尾まり（第1作 - 第5作）
看護師。
藍田美鈴
演 - 安達祐実（第6作）
看護師。

### その他
寺島登
演 - 伊藤昌一
翔栄医科大学の教授。小石三郎の友人。

### ゲスト
第1作「血痕」（2004年）
- 大木薫（増穂警察署 刑事） - 尾美としのり
- 水島貴美子（光洋新聞 記者） - 筒井真理子
- 山野辺晴夫（幸代の夫） - 緒形幹太
- 山野辺幸代（旅館経営者） - 長谷川真弓
- 宮本幸造（幸代の父） - 山本耕一
- 黒川淳史（町立赤石温泉診療所 研修医） - 蟹江一平
- 三田千尋（小説家） - 渋谷琴乃
- 徳永輝一（徳永精密機器 社員） - 増田由紀夫
- 高品（新開大学 教授） - 立川三貴
- 鴨下治郎（刑務所帰りの男・15年前 恩師を殺害し殺人罪で13年服役） - 吉見一豊
- 藤木敏也（高校教師） - 草薙仁
- 鷺沼（翔栄医科大学付属病院 理事長） - 勝部演之
- 守屋俊志、水町レイコ、池田道枝、中平良夫、植村喜八郎、加門良、坂口進也、藤井びん、渡部大輔、井上夏葉

第2作「検死」（2006年）
- 野口陽次郎（幸一郎の弟・保健所所長） - 渡辺いっけい
- 穴山朋子（小石三郎の恩師の娘） - 朝加真由美
- 野口奈美江（幸一郎の妻・陽次郎の元恋人） - 一色彩子
- 三井葉子（新山さゆりの友人・保健所職員） - 小川範子
- 谷本洋治（検査技師） - 竹本孝之
- 野口幸一郎（開業医・翔栄医科大学付属病院 元医師・小石三郎の後輩） - 石田登星
- 野口英太郎（幸一郎と陽次郎の父） - 草薙幸二郎
- 野口喜代美（幸一郎と陽次郎の母） - 服部妙子
- 穴山宣年（開業医） - 井田國彦
- 沙耶子（製薬会社MR） - 有沢妃呂子
- 田川（柳津警察署 刑事・飯沼の部下） - 白井圭太
- 飯沼清志（柳津警察署 刑事） - 綿引勝彦
- 横尾香代子、浜丘麻矢、宮澤翔、川先宏美

第3作「毒薬」（2006年）
- 桜井千春（清一郎の長女） - 神保美喜
- 桜井千秋（清一郎の三女） - 濱田万葉
- マーク富樫（千秋の婚約者） - リカヤ・スプナー
- 阿部貴彰（千夏の夫・ステーキ屋オーナー） - 池田政典
- 倉田恭子（温泉旅館「寿風苑」女将・花村の幼馴染） - 大島蓉子
- 花村源八（米沢南警察署 刑事） - 鶴田忍
- 桜井晃一（千春の夫・最上川医科大学 助教授） - 田中実
- 阿部千夏（清一郎の次女） - 仁藤優子
- 桜井清一郎（村の資産家・婿養子） - 嶋田久作
- 鮎沢（弁護士） - 島田順司
- 野中銀次（建築業） - 久保酎吉
- たえ（桜井家のお手伝い） - 草村礼子
- 中原真季 - 田口育実
- 中原静江（真季の母） - 山本みどり
- 宮永貞次（昔の主治医） - 織本順吉
- 桜井玉乃（清一郎の妻・故人） - 藤咲舞
- 越村公一、大竹周作、五月晴子

第4作「劇薬」（2008年）
- 中原静也（旅館「四万なかはら」旦那・久恵の夫） - 神保悟志
- 中原久恵（旅館「四万なかはら」女将） - 芦川よしみ
- 永井（旅館「四万なかはら」従業員・奈緒の婚約者） - 佐藤せつじ
- 奈緒（旅館「四万なかはら」従業員） - 小橋めぐみ
- 芸者 - 栗田桃子、今橋由紀、尾崎愛
- 柳井多美子（三味線の師匠・元芸者） - 東てる美
- 山本（我妻警察署 刑事・大石の部下） - 大窪晶
- 水産試験所の職員 - 嶋崎伸夫、前田倫良
- 商店街の店主 - 山野史人
- 竹田（竹田の母・2年前死亡） - 久松夕子
- 竹田昭徳（由起子の夫・1年前脳卒中） - 中島久之
- 上田千吉（大西楽器店 店員） - 片桐竜次
- 総会屋 - 偉藤康次
- 大石健（大石の息子） - 畔上真次
- 注文した蕎麦を取りに来た少年 - 松田昂大
- 竹田由起子（多美子の妹・蕎麦屋） - 山下容莉枝
- 大石大八（我妻警察署 警部補） - 石倉三郎

第5作「毒炎」（2009年）
- 武士沢剛（今市北警察署 刑事） - 金田明夫
- 横谷勇市（旅館「花笑」従業員） - 佐々木勝彦
- 奥山隆輔（鈴子の夫・10年前死亡） - 藤田宗久
- 森沢杏子（旅館「華の湯」仲居） - 有沢比呂子
- 赤木（今市北警察署 刑事・武士沢の部下） - 佐野泰臣
- 桐子（与平の娘） - 福井裕子
- 松井初枝（息子が2階のベランダから落ちた母） - 麻生侑里
- 夏美（旅館「華の湯」仲居） - 中村高華
- 井口（スナックバー「ロン」マスター） - 吉満涼太
- 日光医療センター 医師 - 渡部雄作、渡辺寛二
- 与平（旅館「華の湯」元主人） - 守屋俊志
- 奥山大輔（康輔と倫子の息子） - 神宮政宏（幼少期：中村世渚）
- 琵琶 - 櫻井亜木子
- 奥山康輔（日光国立公園 湯西川温泉「平家の里」職員） - 梨本謙次郎
- 奥山倫子（旅館「華の湯」若女将・康輔の妻） - 伊藤かずえ
- 奥山鈴子（旅館「華の湯」女将・康輔の母） - 星由里子

第6作「異物」（2009年）
- 松金咲子（「ホテル守田」女将） - 結城しのぶ
- 漆沢真沙美（甲一郎の後妻） - 沖直未
- 漆沢甲介（甲一郎と前妻の息子） - 一條俊
- 漆沢真帆（甲一郎の前妻の妹） - 吉田久美
- 漆沢甲一郎（咲子の兄） - 大門正明
- 松金正之（咲子の夫） - 安藤一夫
- 漆沢州二（甲一郎の弟） - 清水章吾
- 藍田保（美鈴の父） - 土師孝也
- 藍田美代子（美鈴の母） - 野沢由香里
- 井坂塔子（元薬剤師・真沙美の古くからの友人） - 松本圭未
- 大岩善三（本物） - 加門良
- 飯塚（富士宮中央病院 院長） - 森下哲夫
- 鳥居（身延警察署 刑事・猿渡の部下） - 福本真之
- 猿渡緑郎（身延警察署 刑事） - 佐藤B作
- 大岩善三（地元の名医・本名「片山清」） - 蟹江敬三
- 井上智之、志賀圭二郎、池田道枝、舟木幸

## スタッフ
- 原作 - 由良三郎（第1作 - 第5作）、川田弥一郎（第6作）
- 脚本 - 田辺満
- 演出 - 長尾啓司
- 技術協力 - オーエイギャザリング、アップサイド
- プロデュース - 赤司学文、石川好弘
- 製作 - フジテレビ・オセロット

## 放送日程
- 第6作は2009年9月18日に放送される予定であったが変更となった。
  - ※9月13日に達成されたイチローの9年連続200本安打を記念し、『古畑任三郎ファイナル「フェアな殺人者」』が再放送されることとなったため。

| 話数 | 放送日         | サブタイトル | ロケ地           |
| ---- | -------------- | ------------ | ---------------- |
| 1    | 2004年10月22日 | 血痕         | 山梨県赤石温泉   |
| 2    | 2006年08月04日 | 検死         | 福島県西山温泉   |
| 3    | 12月01日       | 毒薬         | 山形県小野川温泉 |
| 4    | 2008年02月22日 | 劇薬         | 群馬県四万温泉   |
| 5    | 2009年04月17日 | 毒炎         | 栃木県湯西川温泉 |
| 6    | 11月06日       | 異物         | 山梨県下部温泉   |